# Valverde de la Virgen
Valverde de la Virgen is een gemeente in de Spaanse provincie León in de regio Castilië en León met een oppervlakte van 63,63 km². Valverde de la Virgen telt 7.358 inwoners (1 januari 2016).

## Demografische ontwikkeling
Bron: INE, 1857-2011: volkstellingen
Opm.: Tot 1857 behoorde Valverde de la Virgen tot de gemeente Santovenia de la Valdoncina